# Barbu (Kartenspiel)

Der „Barbu“

Barbu, Le Barbu oder Tafferan ist ein Stich-Kartenspiel für vier Spieler. Es besteht aus sieben Teilspielen (sog. Kontrakte), die in einer Partie jeweils viermal gespielt werden. Eine Partie Barbu hat somit 28 Runden und dauert im Allgemeinen länger als bei anderen Kartenspielen.
„Barbu“ heißt auf Französisch „bärtig“, bezieht sich aber auf das ähnlich ausgesprochene Wort „Barb“, eine Bezeichnung für den Herzkönig. Barbu entstand in den frühen Jahren des 20. Jahrhunderts in Frankreich und war damals besonders bei Studenten beliebt.

## Spielaufbau
Man benutzt ein Französisches Blatt (52 Karten, keine Joker, ♠ ♥ ♣ ♦) mit der Reihenfolge (von hoch nach niedrig): Ass, König, Dame, Bube, 10, 9, 8, 7, 6, 5, 4, 3, 2.
Jeder Spieler startet mit 0 Punkten; Gewinner ist derjenige, der am Ende der 28 Runden die meisten Punkte hat.
Der erste Teiler wird durch Hochkartenziehen (alle Spieler ziehen eine Karte, der Spieler mit der höchsten Karte gewinnt) oder willkürlich bestimmt.
Jede Runde läuft wie folgt ab:
1. Der Teiler mischt, lässt Abheben und teilt aus, so dass alle vier Spieler 13 Karten bekommen. Für gewöhnlich hebt der Spieler rechts vom Teiler ab und es wird im Uhrzeigersinn vom Teiler aus je eine Karte verteilt.
2. Der Teiler wählt einen Kontrakt aus – jeder Spieler darf jeden Kontrakt nur einmal auswählen.
3. Ansagen werden gemacht.
4. Der Kontrakt wird gespielt, der Teiler spielt an.
5. Die Punkte werden aufgeschrieben.
6. Der Spieler links vom Teiler wird zum neuen Teiler.

Oft wird auch so gespielt, dass die Teilerposition erst nach 7 Runden an den nächsten Spieler weiter geht.

## Die Kontrakte
Die sieben Kontrakte basieren auf anderen Kartenspielen. In jedem können entweder Punkte gewonnen („positives Spiel“) oder verloren werden („negatives Spiel“). Insgesamt summieren sich die Punkte zu 0, demnach sollten auch am Ende des Spieles die Punktestände der Spieler in der Summe 0 ergeben.
Die hier angegebenen Namen sind in Deutschland gebräuchlich, es gibt aber viele alternative Namensgebungen.

### Pas de Plis (keine Stiche)
Jeder gewonnene Stich zählt −2 Punkte, insgesamt −26 Punkte.

### Pas de Coeur (Keine Herz)
- Das Herz Ass zählt −6 Punkte, jede andere Herzkarte −2 Punkte, insgesamt −30 Punkte.
- Gewonnene Herzkarten legt ein Spieler offen vor sich.
- Herz darf nicht angespielt werden, außer der Spieler hat keine andere Farbe auf der Hand.

### Pas de Dames (keine Damen)
- Jede Dame zählt −6 Punkte, insgesamt −24 Punkte.
- Gewonnene Damen legt ein Spieler offen vor sich.
- Der Kontrakt endet, wenn alle vier Damen gewonnen wurden.

### Pas de Roi de Coeur (kein Herzkönig)
- Der Herzkönig zählt −20 Punkte.
- Herz darf nicht angespielt werden, außer der Spieler hat keine andere Farbe auf der Hand.
- Der Kontrakt endet, wenn der Herzkönig gewonnen wurde.

### La Réusite (Domino)
Domino ist von den sechs Kontrakten das einzige, das nicht stichweise abgespielt wird. Die Karten werden offen auf den Tisch abgelegt und nicht abgeräumt, bevor der Kontrakt zu Ende ist.
- Der Teiler wählt einen Startwert (im Folgenden [Rang] genannt) und sagt „Domino von [Rang] aus“.
- Die Spieler legen der Reihe nach je eine Karte ab, für die eine der folgenden Bedingungen erfüllt sein muss.
  - Sie ist eine der vier Karten des [Rang], der vom Teiler angesagt wurde.
  - Sie ist eins niedriger oder eins höher als eine Karte gleicher Farbe, die schon abgelegt wurde (wohlgemerkt gilt das Ass nicht als eins niedriger als die Zwei und die Zwei nicht als eins höher als das Ass).

Auf dem Tisch entstehen also vier Reihen von Karten mit jeweils gleicher Farbe. Die Reihen starten vom angegebenen [Rang] und gehen nach oben bis zum Ass und nach unten bis zur Zwei.
- Kann ein Spieler keine gültige Karte legen, ist der nächste Spieler dran.
- Man darf passen, d. h. keine Karte legen, obwohl man könnte. In diesem Fall ist der nächste Spieler dran.
- Man darf nicht zweimal hintereinander passen.
- Der Kontrakt ist beendet, wenn drei der vier Spieler alle ihre Karten abgelegt haben.
- Der Spieler, der als erstes alle Karten abgelegt hat, erhält +45 Punkte, der zweite +20, der dritte +5 und der letzte −5, insgesamt +65 Punkte.

## Ansagen
Nachdem der Teiler einen Kontrakt angesagt hat und bevor die erste Karte angespielt wurde, dürfen die Spieler Ansagen machen.
- Ein Spieler, der nicht Teiler ist, hat die Möglichkeit genau eine der folgenden Ansagen zu machen:
  - Den Teiler kontrieren mit der Aussage „Kontra gegen den Teiler“.
  - Einen anderen Spieler kontrieren mit der Aussage „Kontra gegen [Spielername]“.
  - Die beiden Nicht-Teiler kontrieren mit der Aussage „Kontra gegen die Familie“ (Auch „Geschwister“ genannt).
  - Alle drei anderen Spieler kontrieren mit der Aussage „Kontra gegen den Tisch“ (Auch geläufig: „Maximumkontra“).
- Der Teiler selbst darf niemanden kontrieren.
- Selbstverständlich darf man sich selbst nicht kontrieren.
- Ein Spieler, der kontriert wurde (auch der Teiler), kann auf jedes an ihn gerichtete Kontra ein Re sprechen (Rekontrieren). Er kann alle gegen ihn angesagten Kontras rekontrieren, indem er „Maximumre“ sagt.
- Jeder Spieler muss jeden anderen Spieler im Laufe der Partie mindestens zweimal kontrieren, wenn dieser gerade Teiler ist. Das heißt, jeder Spieler muss im Laufe des Spieles 6-mal einen Teiler kontrieren.

Ist der Kontrakt beendet, werden wie folgt Punkte an die Spieler verteilt.
- Unter jedem Paar, zwischen denen ein Kontra besteht, wird die Differenz der gewonnenen Punkte berechnet.
- Wenn zwischen dem Paar ein Rekontra besteht, wird die Differenz verdoppelt.
- Der Spieler des Paares, der in dem soeben gespielten Kontrakt besser abgeschnitten hat (also mehr Punkte als der andere erlangt hat, bzw. weniger Punkte verloren), kriegt die Differenz zu seinem Punktestand gutgeschrieben, der andere kriegt sie abgezogen.

## Online
Barbu kann auf der französische Website zum Spielen von Gesellschaftsspielen (Board Game Arena) gespielt werden.